# Rugby a 15 nel 1960
Il rugby union nel 1960, lasciò da ricordare alcuni eventi importanti:
- Il tour in Australia e Africa australe della Nuova Zelanda
- Il primo tour oltremare della Scozia
- La Romania conquista a Bucarest la sua prima vittoria contro la Francia, fortissima squadra vincitrice del Cinque Nazioni. Sugli scudi Alex Penciu, grande estremo e calciatore (terminerà la carriera in Italia molti anni dopo) con 8 punti.

## Altri test
- Aprile e maggio in Europa:

Il periodo Pasquale fu caratterizzato da incontri tra squadre del continente. Anche la Germania si mise in evidenza con una serie di Match in trasferta, oltre il match con l'Italia.
All'elenco vanno aggiunti i due match dell'Italia. Da segnalare come la Francia nella giornata di Pasqua usava mettere in campo sia la prima squadra contro l'Italia, che la B contro la Germania.
A maggio invece fu la Polonia a recarsi in Belgio.
- Belgio in Tour

| Vincennes 10 aprile 1960 | Ile de France | 32 – 0 | Belgio |  |

| Madrid 17 aprile 1960 | Spagna | 21 – 0 | Belgio |  |

| Delft 20 aprile 1960 | Paesi Bassi | 13 – 11 | Belgio |  |

- Germania

| Clermont-Ferrand 17 aprile 1960 | Francia XV | 14 – 6 | Germania Ovest |  |

| Barcellona 24 aprile 1960 | Spagna | 9 – 3 | Germania |  |

- Polonia in Belgio

| Gand 14 maggio 1960 | Belgio | 3 – 10 | Polonia |  |

| Pâturages 16 maggio 1960 | Belgio | 3 – 10 | Polonia |  |

- Ulteriori test:

| Kuala Lumpur luglio 1960 | Malaysia | 0 – 0 | Thailandia |  |

| Wellington 1º ottobre 1960 | Nuova Zelanda XV | 20 – 8 | Rest of New Zealand | (Athletic Park) |

| Stoccolma 2 ottobre 1960 | Svezia | 11 – 3 | Danimarca |  |

| 9 ottobre 1960 | Paesi Bassi | 6 – 42 | Germania Ovest |  |

| 16 ottobre 1960 | Polonia | 3 – 8 | Germania Ovest |  |

| Fourmies 11 novembre 1960 | Fiandre | 11 – 0 | Belgio |  |

## La Nazionale Italiana
Due solo match per gli azzurri. Stritolata da un calendario di campionato troppo compresso, alla nazionale è riservato solo il match pasquale contro la Francia e quello con la Germania. Ovvio che la squadra italiana viene travolta e nulla può.
| Arbitro: | Marie |

|                                                           |           |                              |
| 34' cp R. Martini 16' cp Busson 23' m. E. Fusco tr Busson | Marcatori | 30' m. Schenkel tr. Fuhrmann |

| Arbitro: | Brown |

|  |           | |
|  | Marcatori | 10' m. Meyer tr. Vannier 28' drop Albaladejo 38' m. Dupuy tr. Vannier 40' m. Rancoule tr. Vannier 80' drop Albaladeyo 80'+1' m. Cazaux tr. Vannier |

## I Barbarians
Nel 1960 la squadra ad inviti dei Barbarians ha disputato i seguenti incontri:
| Northampton 3 marzo 1960 | East Midlands | 17 – 25 | Barbarians |  |

| Leicester 27 dicembre 1960 | Leicester Tigers | 5 – 14 | Barbarians | Welford Road |

## Campionati nazionali
| Sudafrica            | Currie Cup               | non assegnata     |
| Nuovo Galles del Sud | Shute Shield             | Northern Suburbs  |
| Argentina            | Camp. di Buenos Aires    | CASI              |
|                      | Argentino                | Provincia         |
| Francia              | Campionato 1959-60       | Lourdes           |
|                      | Challenge Yves du Manoir | Mont de Marsan    |
| Inghilterra          | Campionato delle Contee  | Warwickshire      |
| Italia               | Campionato               | Fiamme Oro Padova |
| Romania              | Campionato               | Grivitza Rosie    |
| Portogallo           | Coppa                    | non assegnata     |
| Spagna               | Copa del Rey             | UE Santboiana     |